# United States Adult Soccer Association
Die United States Adult Soccer Association ist eine amerikanische Fußballliga. Sie gliedert sich in mehrere lokale Ligen. Im amerikanischen Ligasystem steht sie an fünfter und letzter Stelle. Sie hat den Status einer Seniorenliga.
Über 250.000 Spieler spielen in dieser Liga.

## Organisation
Region I
- Connecticut
- Delaware
- Maine
- Maryland
- Massachusetts
- New Hampshire
- New Jersey
- New York (zwei Verbände, Ost und West)
- Pennsylvania (zwei Verbände, Ost und West)
- Rhode Island
- Vermont
- Virginia/District of Columbia
- West Virginia

Region II
- Illinois
- Indiana
- Iowa
- Kansas
- Kentucky
- Michigan
- Minnesota
- Missouri
- Nebraska
- North Dakota
- Ohio (zwei Verbände, Nord und Süd)
- South Dakota
- Wisconsin

Region III
- Alabama
- Arkansas
- Florida
- Georgia
- Louisiana
- Mississippi
- North Carolina
- Oklahoma
- South Carolina
- Tennessee
- Texas (zwei Verbände, Nord und Süd)

Region IV
- Alaska
- Arizona
- Colorado
- Hawaii
- Idaho
- Kalifornien (zwei Verbände, Nord und Süd)
- Montana
- Nevada
- New Mexico
- Oregon
- Utah
- Washington
- Wyoming